# کایسیرگ
کایسیرگ (به لاتین: Kaiseregg) یک کوه در سوئیس است که در کانتون فریبورگ واقع شده‌است. کایسیرگ ۲٬۱۸۵ متر بالاتر از سطح دریا واقع شده‌است.